# 양주 덕도리 빗접바위
양주 덕도리 빗접바위는 대한민국 경기도 양주시 광적면 덕도리에 있는 화강암 바위이다. 1986년 4월 15일 양주시의 향토유적 제14호로 지정되었다.

## 개요
양주군지(1978)에 의하면, 광적면 덕도리 보막동은 옛날 광석면과 석적면을 합하여 광적면이 되고, 보막동과 대조동을 합쳐 덕도리가 되었다고 한다. 
이 보막동 어귀 낮으막한 야산의 지맥이 정지된 곳에 큰 화강암 바위가 위치해 있다. 이 바위는 두 쪽으로 쪼개져서 마치 빗접을 세운 것과 같다고 하여 빗접바위라고 불려져 온다. 또 밤톨이 붙었다가 떨러진 것 같다고 하여 율암, 곧 밤바위라고도 불린다. 신기롭게 갈라진 이 큰 자연석은 마치 대패질한 널판을 높이 세운 듯도하여 이 고장의 명물로 널리 알려져 있다.
밑쪽으로 쪼개져 내린 바위는 가로 6.2m, 높이 1.25~1.9m로 거의 장방형에 가까운데, 앞면에는 종서로 "수원백씨각처선릉기"라 음각하고, 뒷면에는 "정당문학수원백백공휘천무묘"를 비롯하여 각처에 있는 선산의 위치를 일일이 새겨 놓았다.
그 중간에 기품 높은 낙락장송이 오랜 역사를 말해 주는 듯 운치를 돋우고 있어, 소나무른 푸르고 돌은 희어 청송백석의 절승을 이루고 있다.